# 王承升
王承升（?—?），唐朝人。
王承升是唐德宗作为太子时的好友，王承升的妹妹，有国色，唐德宗纳为后宫，可是王妹妹不喜欢宫室的生活。唐德宗说：“穷相女子。”于是把他休出宫中。唐德宗下敕让她母亲和哥哥王承升不得把她嫁给进士朝官，任其许配军将亲情。后来嫁给元士会，以流落终。